# Cidergomboom

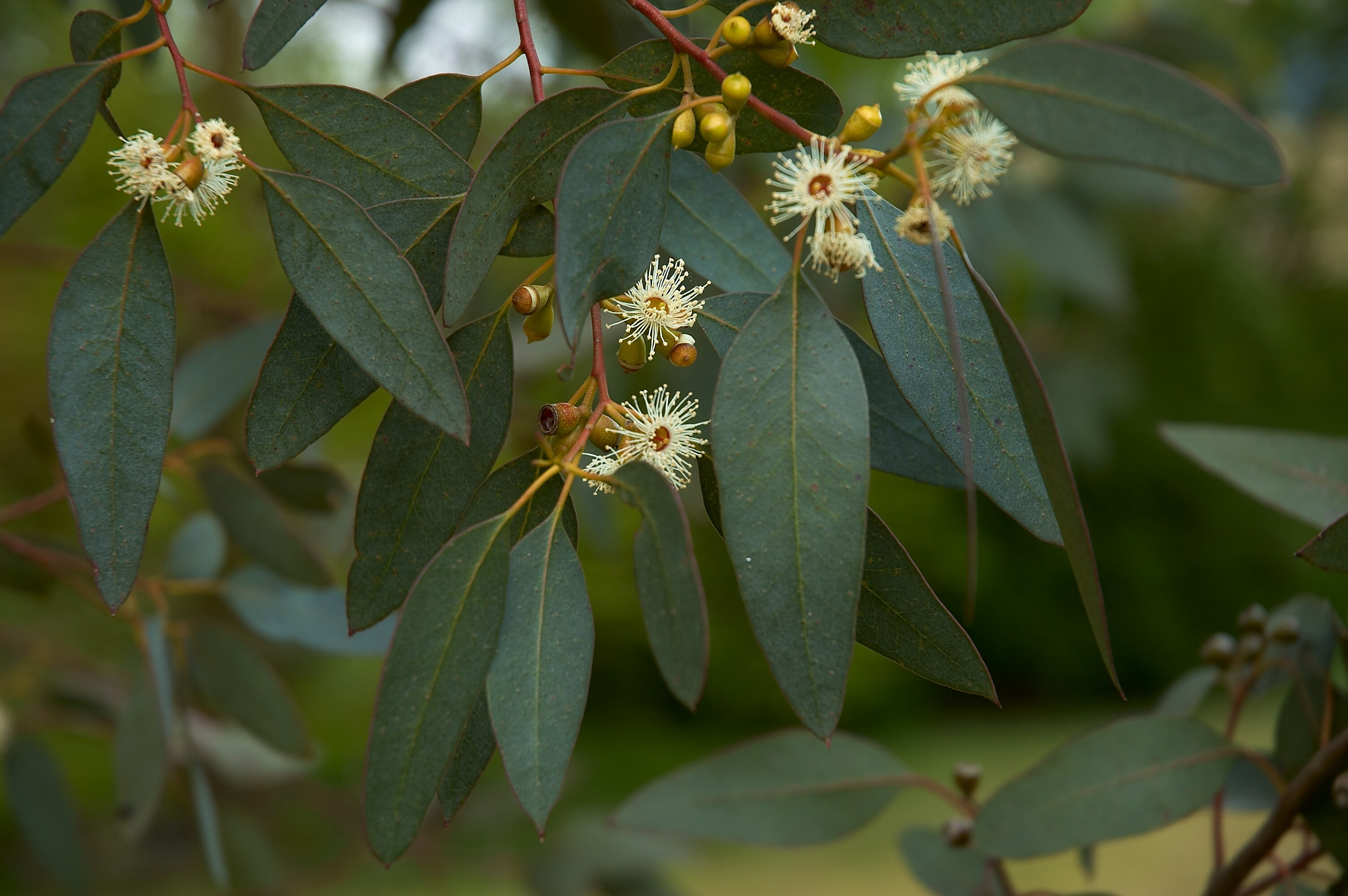
Bloemen van de cidergomboom

De cidergomboom (Eucalyptus gunnii) is een groenblijvende boom uit de mirtefamilie (Myrtaceae). De soort komt van nature voor in Zuid-Australië. De soort wordt in Noordwest-Europa wel gekweekt. De hoogte is 20-30 m.

## Kenmerken
De kroon is in het begin kegelvormig met omhooggaande takken, maar de kroon wordt later hoog en koepelvormig met sterke vertakkingen.
De boomschors is glad en grijs. Er zijn rozeachtige oranje gekleurde, afschilferende platen.
De twijgen zijn geelachtig wit en zijn bedekt met een rozekleurig grijze, melige laag.
De bladeren zijn langwerpig, toegespitst en circa 9 × 4 cm groot. Ze zitten vast aan een bleekgele bladsteel van 2,5 cm lang. Jonge bladeren zijn tegenoverstaand, rond en bleek blauwgrijs van kleur. De oude bladeren zijn aan de bovenkant donker blauwgrijs en van onderen geelachtig groen. Bij kneuzingen geven ze een ciderachtige geur af.
De bloemen zijn witachtig en donzig. Ze zijn in groepjes van drie geplaatst. De bloemknop is eivormig, blauwwit en heeft een uitstekende rand aan de top.
De vrucht is een dopvormige doosvrucht met een afgeplat einde van circa 0,5 cm lang.
... · 
E. brevistylis · 
E. camaldulensis · 
E. diversicolor (Karri) · 
E. erythrocorys · 
E. eudesmioides · 
E. globulus (Blauwe gomboom) · 
E. gomphocephala · 
E. guilfoylei · 
E. gunnii (Cidergomboom) · 
E. jacksonii · 
E. loxophleba · 
E. marginata (Jarrah) · 
E. rudis · 
E. viminalis (Suikereucalyptus) · 
E. wandoo (Wandoo) · 
...